# Сухар Тимофій Юрійович
Тимофій Юрійович Сухар (нар. 4 лютого 1999, Велика Лепетиха, Херсонська область, Україна) — український футболіст, захисник.

## Клубна кар'єра
Народився в смт Велика Лепетиха Херсонської області. До 2014 року проходив навчання в дніпровському УФК, потім перейшов до молодіжної академії «Дніпра». У 2015 році підписав свій перший професіональний контракт з дніпровським «Дніпром». Проте виступав виключно за команду U-19 та U-21, у складі яких у молодіжному чемпіонаті України провів 38 поєдинків. Після вильоту «Дніпра» у Другу лігу перейшов у новостворений СК «Дніпро-1». У футболці нової команди вперше вийшов у складі 9 липня 2017 року в переможному (2:1) домашньому поєдинку 1-го попереднього раунду кубку України проти чернівецької «Буковини». Сухар з'явився на футбольному полі на 70-й хвилині, замінивши Олександра Сніжка. У Другій лізі чемпіонату України дебютував за СК 15 липня 2017 року в переможному (1:0) домашньому поєдинку 1-го туру групи Б проти харківського «Металіста 1925». Сухар вийшов на поле на 90-й хвилині, замінивши Олександра Бєляєва. Єдиним голом у футболці «дніпрян» відзначився 24 вересня 2017 року на 24-й хвилині переможного (1:0) домашнього поєдинку 13-о туру групи «Б» другої ліги проти запорізького «Металурга». Тимофій вийшов на поле в стартовому складі та відіграв увесь матч, а на 62-й хвилині отримав жовту картку. В складі СК «Дніпро-1» у Другій лізі відіграв 12 матчів та відзначився 1 голом, ще 1 поєдинок провів у кубку України.
Впевнена гра молодих гравців СК «Дніпро-1» привернула увагу клубів української Прем'єр-ліги. Зокрема, луганська «Зоря» виказала свою готовність орендувати Тимофія. А наприкінці грудня 2017 року стало відомо, що гравець відправиться разом з луганчанами на міжсезонні збори в Туреччину. 10 січня 2018 року Тимофій прибув до розташування луганської команди, а вночі 15 січня 2018 року разом ще з 27-ма футболістами відправився на зимовий тренувальний збір «Зорі» до Туреччини. Наприкінці січня 2018 року з'явилася інформація про те, що Тимофій Сухар підпише з луганчанами повноцінний 3-річний контракт, проте офіційного підтвердження ця інформація не отримала. Натомість 31 січня 2018 року стало відомо, що Тимофій та ще 25 футболістів відправляться на другий зимовий тренувальний збір «Зорі» в Туреччині. 17 лютого 2018 року було офіційно оголошено, що Сухар перейшов до «Зорі» й підписав з клубом повноцінний 3-річний контракт, того ж дня гравець потрапив до заявки луганчан на другу половину сезону. Проте вже в середині березня 2018 року гравець отримав важку травму колінного суглоба, через що, орієнтовно, мав пропустити 12 місяців у тренувальному процесі. Проте згодом з'явилась уточнена інформація про стан здоров'я Тимофія, за якою в гравця діагностували розірвані хрестоподібні зв'язки та проблеми з меніском. На відновлення від травми гравцю мало б знадобитися приблизно 4—6 місяців. А вже незабаром гравця прооперували.

## Кар'єра в збірній
З юного віку почав залучатися до ігор збірної України різних вікових категорій. У листопаді 2011 року отримав виклик до табору юнацької збірної України (U-16), яка готувалася до товариських матчів з однолітками з Данії. А в середині січня 2015 року знову отримав виклик до юнацької збірної України (U-16), яка готувалася до матчів кубку Егейського моря. В квітні 2015 року брав участь у тренувальних зборах юнацької збірної U-16 в Києві в рамках підготовки до Турніру розвитку УЄФА, який мав пройти в Ізраїлі. 
Наприкінці серпня 2015 року отримав дебютний виклик до складу юнацької збірної України (U-17), в якій брав участь у навчально-тренувальному зборі. Зіграв усі 90-хвилин у третьому (нічия, 1:1) з серії товариських поєдинків проти однолітків з Латвії У жовтні 2015 року знову брав участь у навчально тренувальному зборі збірної U-17. На початку січня 2016 року став одним з 20 гравців, яких головний тренер юнацької збірної України (U-17) Олександр Петраков викликав для участі в Турнірі розвитку-2016. У середині березня 2016 року Олександр Петраков викликав Тимофія Сухаря та ще 20 футболістів на тренувальний збір в турецькому Белеку в рамках підготовки до фінальної частини Євро-2016, а у квітні 2016 року потрапив до фінального списку з 20 гравців, які мали взяти участь у Євро-2016. 
У середині серпня 2016 року отримав дебютний виклик до юнацької збірної України (U-18), Сухар став одним з 18 гравців, які мали взяти участь у товариському турнірі Вацлава Єжика. 30 вересня 2016 року отримав виклик на товариські матчі проти юнацької збірної Австрії U-18 У січні 2017 року брав участь у товариському турнірі Development Cup, який проходив у Мінську. У середині березня 2017 року став одним з 20 гравців, які взяли участь у Кубку Федерації. У середині квітня 2017 року разом з партнерами готувався до товариського матчу проти однолітків з Італії. 1 червня 2017 року отримав виклик на товариський матч проти однолітків з Польщі.
Викликався Тимофій і до табору юнацької збірної України (U-19). У серпні 2017 року відправився на турнір до Сербії, у вересні — разом ще 21-м гравцем на тренувальний збір у рамках підготовки до кваліфікаційного раунду Євро-2018, а 18 лютого — в рамках підготовки до товариського матчу проти однолітків з Греції.